# ミズヒキイカ
ミズヒキイカ(水引烏賊、学名：Magnapinna pacifica)は、ミズヒキイカ科のイカであり、3体の未熟な個体のみが知られている。うち2体は水深300メートル未満から、1体は魚の胃袋の中から発見された。ミズヒキイカは、ミズヒキイカ属の模式種である。隣接する腕より太く無数の吸盤が付いた下足が特徴である。
ミズヒキイカは、3つの個体に基づき、1998年にMichael VecchioneとRichard E. Youngにより初めて記載された。正基準標本は、カリフォルニア州の水深0 - 200メートルの湾で、プランクトンネットで捕獲された外套膜の長さ51ミリメートルの若い個体である。副模式標本は、ミズウオの腹の中から発見された外套膜長49ミリメートルの若い個体である。これは当初乾燥していたが、後に水で戻された。3つめは外套膜長19.1ミリメートルの幼体で、ハワイ州の水深0 - 300メートルで、プランクトンネットによって捕獲された。